# Maître de Pernå
Le maître de Pernå ou maître de Pernaja (en finnois : Pernajan mestari) est un constructeur d'églises en Finlande au XVe siècle
,,

## Ouvrages connus
Le maître d’œuvre, probablement d'origine allemande mais resté inconnu, a travaillé des années 1430 aux années 1460.
Sa première église à Pernå lui a servi de modèle pour les autres tout en l'adaptant aux besoins. 
C'est ainsi que l'aspect extérieur de ses églises est assez uniforme.
Il a construit les églises suivantes :
- la cathédrale de Porvoo ;
- l'église Saint-Michel de Pernå ;
- l'église de Pyhtää ;
- l'ancienne église de Sipoo ;
- l'église Saint-Laurent de Vantaa ;

et probablement l'Église Sainte-Marie de Hamina.